# هيذر والاس
هيذر والاس هي لاعبة الاسكواش كندية، ولدت في 4 ديسمبر 1961 في كيتوي في زامبيا.

## وصلات خارجية
- هيذر والاس على موقع SquashInfo.com (الإنجليزية)
- هيذر والاس على موقع اتحاد ألعاب الكومنولث (مؤرشف) (الإنجليزية)

[[تصنيف::لاعبات اسكواش إسكتلنديات]]